# Systematik der Gliederfüßer
Die Systematik der Gliederfüßer (Arthropoda) ist noch in stetigem Fluss. Hier wird eine an der traditionellen Einteilung der Gliederfüßer in vier Unterstämme orientierte Darstellung gegeben.
Stamm Gliederfüßer (Arthropoda)
- Unterstamm Sechsfüßer (Hexapoda)

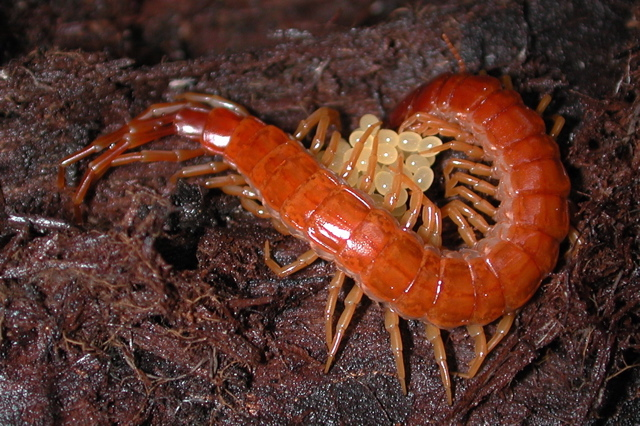
Hundertfüßer

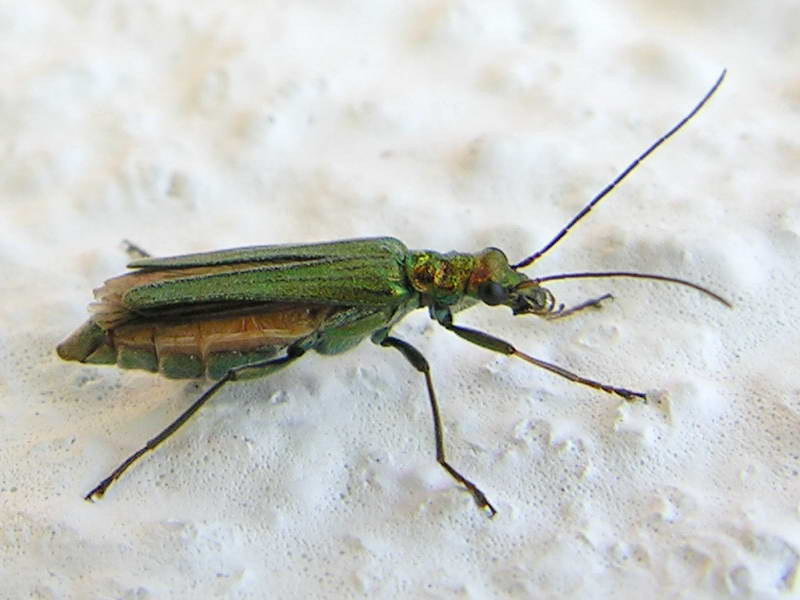
Insekt

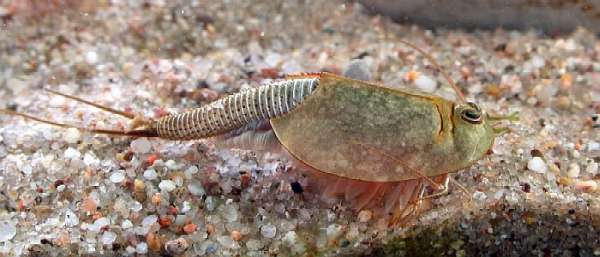
Blattfußkrebs

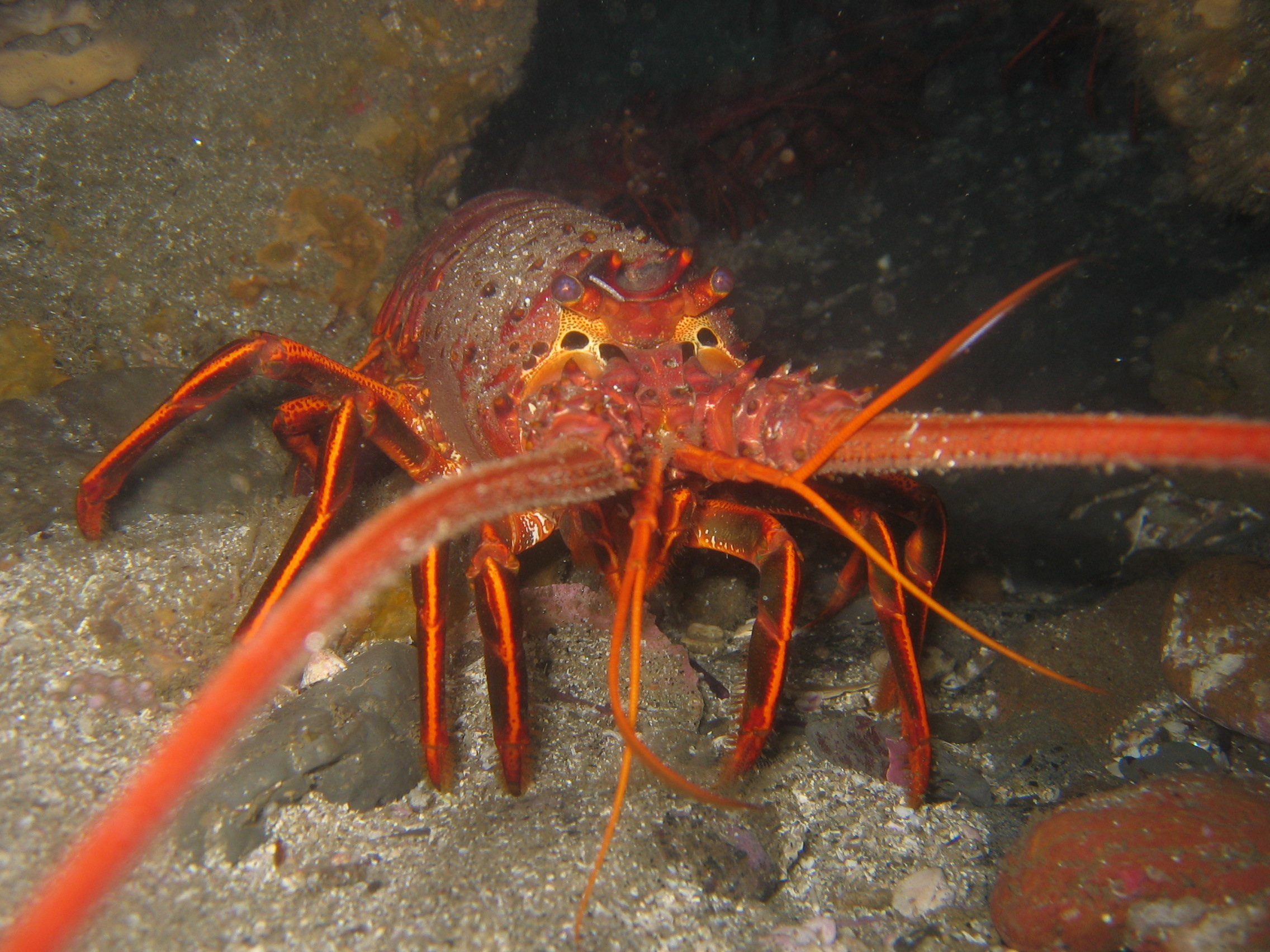
Höherer Krebs

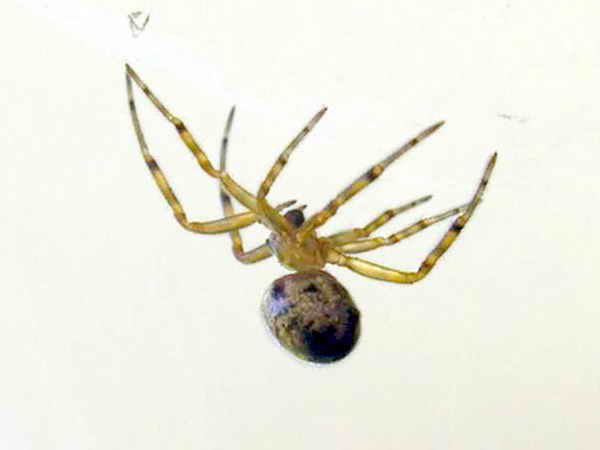
Webspinne

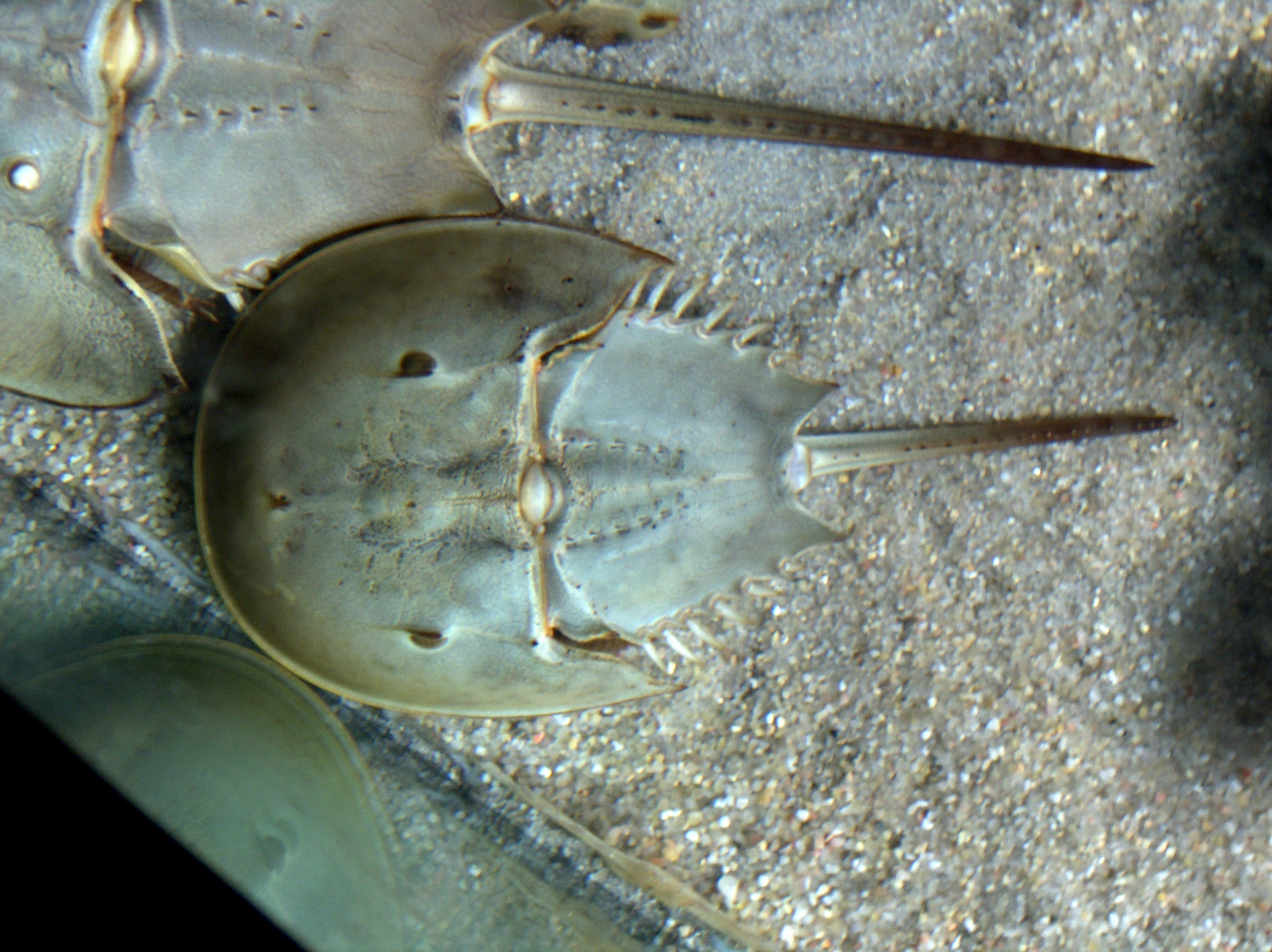
Pfeilschwanzkrebs

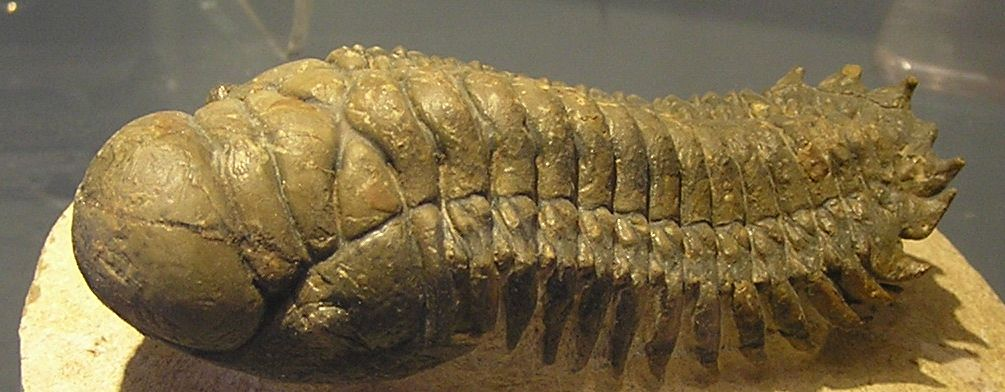
Trilobit

  - Klasse Insekten (Insecta) → Systematik der Insekten
    - Felsenspringer (Insekten) (Archaeognatha)
    - Fischchen (Zygentoma)
    - Fluginsekten (Pterygota)

  - Klasse Doppelschwänze (Diplura)
  - Klasse Beintastler (Protura)
  - Klasse Springschwänze (Collembola)
- Unterstamm Krebstiere (Crustacea)
  - Klasse Cephalocarida
  - Klasse Remipedia
  - Klasse Kiemenfußkrebse (Branchiopoda)
    - Kiemenfüßer (Anostraca)
    - Rückenschaler (Notostraca)
    - Krallenschwänze (Onychura, auch Diplostraca)

  - Klasse Maxillopoda
    - Ostrakoden (Ostracoda)
    - Karpfenläuse (Branchiura)
    - Zungenwürmer (Pentastomida)
    - Mystacocarida
    - Ruderfußkrebse (Copepoda)
    - Tantulocarida
    - Ascothoracida
    - Rankenfüßer (Cirripedia)

  - Klasse Höhere Krebse (Malacostraca) → Systematik der Höheren Krebse
    - Phyllocarida
      - Leptostraca

    - Hoplocarida
      - Fangschreckenkrebse (Stomatopoda)

    - Eumalacostraca
      - Syncarida
      - Eucarida
      - Ranzenkrebse (Peracarida)
- Unterstamm Tausendfüßer (Myriapoda)
  - Klasse Hundertfüßer (Chilopoda)
  - Klasse Zwergfüßer (Symphyla)
  - Klasse Doppelfüßer (Diplopoda)
  - Klasse Wenigfüßer (Pauropoda)
- Unterstamm: Kieferklauenträger (Chelicerata)
  - Klasse Asselspinnen (Pycnogonida)
  - Klasse Spinnentiere (Arachnida)
    - Geißelskorpione (Uropygi)
    - Zwerggeißelskorpione (Schizomida)
    - Geißelspinnen (Amblypygi)
    - Palpenläufer (Palpigradi)
    - Webspinnen (Araneae)
    - Kapuzenspinnen (Ricinulei)
    - Pseudoskorpione (Pseudoscorpionida)
    - Walzenspinnen (Solifugae)
    - Weberknechte (Opiliones)
    - Milben (Acari)
    - Skorpione (Scorpiones)

  - Klasse Pfeilschwanzkrebse (Merostomata)
- Unterstamm: † Trilobiten und Verwandte (Trilobitomorpha)

Siehe auch: Systematik des Tierreiches, Biologische Systematik.